# Městské muzeum Čáslav
Městské muzeum Čáslav je jedním z nejstarších muzeí na území na České republiky. Muzeum je členem Asociace muzeí a galerií. 

## Historie muzea
Budova muzea, projektovaná Františkem Tetřevem přímo pro muzejní účely, byla dokončena roku 1884. Ke zpřístupnění muzea došlo 22. listopadu 1885. Muzeum získalo přírodovědné sbírky Josefa Kaunického a sbírky shromážďované spolkem Včela Čáslavská od roku 1864. Včele čáslavské dlouhodobě předsedal Kliment Čermák. Roku 1910 byla přírodovědná sbírka sjednocena s historicko-archeologickou sbírkou Včely čáslavské. 

## Sbírka muzea
Sbírka muzea sestává z těchto podsbírek: Mineralogická, Paleontologická, Zoologická, Archeologická, Historická, Numizmatická, Výtvarné umění, Písemnosti a tisky a Lapidárium.

## Expozice
Přírodovědná expozice zůstala zachována své podobě z roku 1884 a byla prohlášena Národní kulturní památkou. Ve stálé expozici jsou vystavěny rovněž sbírky národopisné, archeologické a uměleckoprůmyslové.